# Peringia ulvae
Espèce
Peringia ulvae (anciennement Hydrobia ulvae) est une espèce de petits gastéropodes de la famille des Hydrobiidae. C'est un déposivore de sub-surface qui présente également une activité de broutage. Cette espèce est très communément retrouvée dans les sédiments vaseux.